# Sandra Lorenzo
Sandra Lorenzo Rodelas (* 15. September 1990) ist eine spanische Taekwondoin. Sie startet in der Gewichtsklasse bis 73 Kilogramm.
Lorenzo bestritt ihre ersten internationalen Titelkämpfe bei der Juniorenweltmeisterschaft 2006 in Vietnam, sie schied jedoch in ihrem Auftaktkampf aus. Im folgenden Jahr wurde sie in Baku in der Klasse bis 68 Kilogramm Junioreneuropameisterin und nahm auch im Erwachsenenbereich erstmals an der Weltmeisterschaft teil, wo sie jedoch früh ausschied. Erfolgreich verlief auch das Jahr 2009. In Vigo gewann Lorenzo mit Bronze in der Klasse bis 72 Kilogramm eine weitere Medaille bei einer Junioreneuropameisterschaft, in Kopenhagen erreichte sie mit dem Einzug ins Achtelfinale ihr bislang bestes Ergebnis bei einer Weltmeisterschaft. Ihren sportlich bislang größten Erfolg erkämpfte sich Lorenzo bei der Europameisterschaft 2010 in Sankt Petersburg. Mit einem Halbfinalsieg über Gwladys Épangue in der Klasse bis 73 Kilogramm zog sie ins Finale ein und gewann nach einer Niederlage gegen Anastassija Baryschnikowa mit Silber ihre erste internationale Medaille im Erwachsenenbereich. In Charkiw wurde sie zudem erneut Junioreneuropameisterin.